# The J.M. Smucker Company
The J.M. Smucker Company eller Smuckers (NYSE: SJM) er en amerikansk producent af mad- og drikkevarer, der er baseret i Orrville, Ohio. J.M. Smucker har tre divisioner: forbrugerfødevarer, dyremad og kaffe. Smucker's producerer konserveret frugt, peanutbutter, sirup, frosne sandwich, is og toppings.
I mellem J.M. Smucker's øvrige fødevarer og brands er: Knott's Berry Farm, Jif, Laura Scudder's, Santa Cruz Organic, Folgers, Café Bustelo, Dunkin', Smucker's Uncrustables, Bick's Pickle, Carnation, Crosse & Blackwell, Five Roses og Robin Hood. Dyrefodermærker inkluderer: Meow Mix og Milk-Bone. I 2023 overtog Smuckers Hostess Brands, der producerer Twinkies.
The J.M. Smucker Company blev etableret i 1897 af Jerome Monroe Smucker, som en producent af applebutter.